# Meishan (socken i Nan'an)
Meishan (kinesiska: 眉山) är en socken i sydöstra Kina. Den ligger i Nan'an i staden Quanzhou i provinsen Fujian, omkring 150 kilometer sydväst om provinshuvudstaden Fuzhou. Antalet invånare är 10 680. Befolkningen består av 5 447 kvinnor och 5 233 män. Barn under 15 år utgör 16,0 %, vuxna 15-64 år 68 %, och äldre över 65 år 14,0 %.